# أحمد رفعت إبراهيم
صاحب السمو الأمير أحمد رفعت محمد علي إبراهيم بك أفندي هو أمير مصري وسلطان زاده عثماني ولد في 31 أغسطس 1942، وتوفي في 2 نوفمبر 2011 في القاهرة.
والده الأمير محمد علي إبراهيم من سلالة محمد علي باشا وأمه خانزاده سلطان بنت شاهزاده عمر فاروق بن عبد المجيد الثاني.
في 26 يونيو 1969، تزوج من أمينة أوشاكلجيل (من مواليد 20 أكتوبر 1944 في فيشي) لكنهما تطلقا بعد ذلك، وتوفي عازبًا في 2 نوفمبر 2011 في القاهرة ودفن في حوش الباشا، ولم تكن له ذرية.